# Yan Siyu
Yan Siyu (严思宇S; 23 ottobre 2001) è un tuffatore cinese.

## Biografia
Nel 2025 ha vinto un bronzo ai mondiali di Singapore nel trampolino 1 metro.

## Palmarès
- Mondiali

Singapore 2025: bronzo nel trampolino 1m.
- Giochi asiatici

Hangzhou 2023: oro nel sincro 3m.